# Melchora Cuenca
Melchora Cuenca Pañera (1785-1872) fue una lancera paraguaya. Es conocida por asumir la causa de la liberación de la Banda Oriental, actual Uruguay.

## Biografía
Hija de comerciante paraguayo llegó al campamento artiguista de Purificación, y se integró a la causa como lancera, allí conoció a José Artigas, con el que se casó en 1815 y tienen 2 hijos Santiago (1816) y María (1819). 
Joven de personalidad fuerte dada las necesidades de la época. En su discrepancia con el prócer no lo acompaña en la huida hacia el Paraguay después de la derrota acontecida en la Banda Oriental y quedó viviendo. Por su relación con Artigas se vio sometida a una persecución, lo que le causó grandes dificultades no solo en lo económico, sino que también debió huir continuamente con su hija a cuestas. Debido a los avatares del momento su hijo fue llevado por la familia Rivera. Pasado un tiempo y por las condiciones que se dieron, se casó nuevamente en 1829 con José Cáceres, natural de Entre Ríos. 
Falleció en la localidad de Concordia en 1872, envenenada
```
por las emanaciones de un brasero en circunstancias no aclaradas.
[
1
]
```